# Линасса, Карлос
Ка́рлос А́бель Лина́сса (исп. Carlos Abel Linazza; 29 сентября 1933, Саладильо, Буэнос-Айрес — 1 декабря 2007, Пунта-дель-Эсте, Мальдонадо) — аргентинский футболист, выступавший на позиции полузащитника.

## Биография
Карлос Линасса — воспитанник молодёжной академии клуба «Эстудиантес» из Ла-Платы. На профессиональном уровне дебютировал в 1954 году в Примере B (тогда это был второй уровень в системе лиг чемпионата Аргентины) в команде «Олл Бойз». В 1955 году перешёл в другую команду, выступавшую в том же дивизионе — «Кильмес». За два года во втором эшелоне аргентинского футбола Линасса сыграл в восьми матчах и отметился тремя забитыми голами.
В 1956 году Линасса переехал в Перу, где стал выступать за столичный «Сентро Икеньо». В 1957 году команду возглавил уругвайский тренер Роберто Скароне, который быстро поставил качественную и дисциплинированную игру. Решающая игра сезона-1957 состоялась 5 января 1958 года, в ней «альбос» обыграли одного из грандов перуанского футбола «Университарио» со счётом 2:1 и в первый и последний раз в истории клуба стали чемпионами страны. Линасса был твёрдым игроком основного состава в чемпионском сезоне, в том числе он сыграл и в решающей игре. В 1959 году «Сентро Икеньо» финишировал на третьем месте в чемпионате Перу.
По окончании сезона 1959 года Линасса отправился в Испанию, где должен был подписать контракт с «Реал Бетисом», однако этот переход был заблокирован Испанской футбольной федерацией из-за проблем с документами. Линасса вернулся в Лиму, и вскоре ему позвонил Роберто Скароне, недавно назначенный главным тренером «Пеньяроля». Скароне попросил аргентинца помочь в намечавшемся трудном и долгом сезоне. Спортивная пресса изначально скептически отнеслась к переходу в стан одного из сильнейших уругвайских клубов игрока из чемпионата Перу, как и к трансферу эквадорца Альберто Спенсера — «представителю нефутбольной страны». Но уже в первом товарищеском матче укрепившийся Линассой и Спенсером «Пеньяроль» разгромил «Атланту» из Буэнос-Айреса 6:2 (один гол забил Линасса, а Спенсер оформил хет-трик), а затем и другую аргентинскую команду — «Тигре», со счётом 5:0 (каждый из новичков отметился дублем).
По итогам сезона 1959 года «Пеньяроль» и «Насьональ» набрали по 26 очков и чемпион должен был определиться в дополнительном матче. К тому моменту было принято решение провести первый розыгрыш Кубка Либертадорес, и победитель этого матча, соответственно, получал путёвку в турнир. Решающая игра состоялась 20 марта 1960 года, и перед ней развернулась ожесточённая полемика — «Насьональ» считал, что «Пеньяроль» должен был играть тем же составом, который был в регулярном первенстве. Дискуссия проходила по поводу двух иностранных игроков — Карлоса Линассы и Альберто Спенсера, а также уругвайца Гильермо Педры, перешедшего в «Пеньяроль» из «Ливерпуля». В итоге было принято решение допустить иностранцев, поскольку они не играли в ходе чемпионата за другие команды. Линасса установил с пенальти окончательный счёт матча — 2:0 в пользу «Пеньяроля».
Попав в «Кубок чемпионов Америки» (ныне — Кубок Либертадорес), «Пеньяроль» сумел стать его первым победителем. Карлос Линасса сыграл во всех семи матчах своей команды, и отметился забитым голом в первом полуфинальном матче против соотечественников из «Сан-Лоренсо де Альмагро» (1:1). В финале «Пеньяроль» оказался сильнее парагвайской «Олимпии». Карлос сыграл в обоих матча первого розыгрыша Межконтинентального кубка, по итогам которых южноамериканцы уступили мадридскому «Реалу». Кроме того, «Пеньяроль» в 1960 году вновь завоевал титул чемпиона Уругвая. Линасса сыграл в 17 из 18 матчей чемпионата.
В 1961 году Карлос Линасса уехал в Чили, где выступал за «Унион Эспаньолу». В 1962—1963 годах выступал за мексиканский «Леон». В 1965 году вернулся в Уругвай, где провёл последний сезон на профессиональном уровне за «Данубио». Линасса решил остаться жить в Уругвае. Он много лет работал швейцаром в Пунта-дель-Эсте, а затем жил в курортном месте Плайя-Брава того же города. Карлос Линасса умер 1 декабря 2007 года.

## Титулы
- Чемпион Уругвая (2): 1959, 1960
- Чемпион Перу (1): 1957
- Обладатель Кубка Либертадорес (1): 1960